# 리카르드 리카르드손
닐스 올로브 리카르드 리카르드손(스웨덴어: Nils Olov Richard Richardsson, 1974년 2월 1일~)은 스웨덴의 스노보드 선수로 주 종목은 평행대회전과 평행회전이다. 올림픽에 3회 출전하여 2002년 동계 올림픽에서 남자 평행대회전 은메달을 획득했다. 또한 세계 선수권 대회에서 금메달 1개를 획득했으며 스노보드 월드컵에서 종합 준우승 1회를 차지했다.